# Gesamtverband der versicherungsnehmenden Wirtschaft
Der Gesamtverband der versicherungsnehmenden Wirtschaft, teilweise als GVNW abgekürzt, ist ein deutscher Verein mit Sitz in Bonn, der als Interessenvertreter der versicherungsnehmenden Wirtschaft auftritt.

## Geschichte und Hintergrund
1892 gründete sich der Haftpflicht- und Versicherungs-Schutzverband deutscher Industrieller auf Initiative des Centralverbands deutscher Industrieller, um seinen Mitgliedsfirmen bei Fragen rund um das Unfallversicherungsgesetz und damit einhergehenden Haftpflichtaspekten sowie der für die gesetzlich nicht geregelten Lücken, sogenannte „Haftpflichtreste“, sich etablierenden privatwirtschaftlichen Haftpflichtversicherung zu unterstützen. 1900 entstand im Umkreis der Fachzeitschrift „Unfallversicherungspraxis“ der Deutsche Versicherten-Verband. Dieser war kurz nach seiner Gründung kurzzeitig mit einem Versicherungsverein auf Gegenseitigkeit selbst als Versicherer tätig, stellte das Geschäft aber alsbald wieder ein. 
Im Juni 1901 gründete sich der Deutsche Feuer-Versicherungs-Schutzverband, der sich anfangs vor dem Hintergrund der Fokussierung der Politik auf die sukzessiv eingeführten gesetzlichen Versicherungen rund um Arbeitslosigkeit, Unfall sowie Invaliden- und Altersrenten und dem im Bereich der Feuerversicherung existierenden Kartell als entsprechender Gegenzusammenschluss verstand und über die Einbindung von Industrie- und Handelskammern Gewicht bekam. Gründungsvorsitzender war Hermann Wirth, seinerzeit Vorstandsvorsitzender des Bunds der Industriellen. Im Zuge der Ausweitung auf weitere Versicherungsarten ab 1905 als Deutscher Versicherungs-Schutzverband (DVS) firmierte. 1910 gründete der Verband mit der Berliner Deutsche Reform-Versicherungsbank seine eigene Versicherung, die nach einer Fusion mit der nicht zum Kartell gehörigen Freia Bremen-Berliner-Versicherungsgesellschaft im März 1915 in der in Hamburg ansässigen Globus Versicherung aufging.
Der Verband unterstützte einerseits seine Mitglieder bei Einzelfragen bezüglich Versicherungsverträgen. Im Zuge sich stets erhöhender Anforderungen der Versicherungsunternehmen an Brandschutzmaßnahmen förderte der Verband im Austausch mit dem Verband der Schadenversicherer einheitliche Standards. Sukzessive gingen der Haftpflicht- und Versicherungs-Schutzverband deutscher Industrieller und der Deutsche Versicherten-Verband nach dem Ersten Weltkrieg im DVS auf. 1938 beantragte die Versicherungswirtschaft beim Reichswirtschaftsministerium erfolglos die Auflösung des DVS. Nach dem Zweiten Weltkrieg  war der DVS kurzzeitig wieder in Berlin ansässig, der Verband verlegte jedoch 1948 seinen Sitz nach Bonn. 1951 erhielt er einen Sitz im Beirat des frisch gegründeten Bundesaufsichtsamts für das Versicherungswesen. Auch nach dem angekündigte Umzug der Bundesregierung nach Berlin 1991 blieb der Verband in Bonn ansässig.
2016 schloss sich der DVS mit dem Bundesverband firmenverbundener Versicherungsvermittler und -gesellschaften zum Gesamtverband der versicherungsnehmenden Wirtschaft zusammen.
Der GVNW bzw. sein Vorgänger DVS veröffentlicht als Fachorgan die Zeitschrift „Die Versicherungspraxis“, die bis 1908 „Feuerversicherung und Feuerschutz“ hieß und nach dem Zweiten Weltkrieg 1952 wieder eingeführt wurde.